# Raiffeisenbank Oberes Gäu
Die Raiffeisenbank Oberes Gäu eG war eine Genossenschaftsbank in Baden-Württemberg mit Sitz in Rottenburg-Ergenzingen im Landkreis Tübingen. Im Jahr 2023 fusionierte die Bank mit der Volksbank Ammerbuch eG und der Raiffeisenbank Mötzingen eG zur Volksbank Raiffeisenbank AmmerGäu eG.

## Geschichte
1889 begann die Geschichte der Raiffeisenbanken im Oberen Gäu mit Gründung des Darlehenskassen-Vereins Ergenzingen und weiterer Darlehenskassen-Vereinen im Geschäftsgebiet. Mit der Verschmelzung der Raiffeisenbanken Ergenzingen, Göttelfingen, Rohrdorf und Baisingen im Jahr 1970 entstand die Raiffeisenbank Oberes Gäu eG. 1981 verschmolz die Raiffeisenbank Weitingen eG mit der Raiffeisenbank Oberes Gäu eG. Letztmals fusionierte die Bank im Jahre 1989 mit der Raiffeisenbank Wachendorf eG.

## Geschäftsstellen
Die Raiffeisenbank Oberes Gäu eG verfügte über drei Geschäftsstellen in Rottenburg-Baisingen, Starzach-Bierlingen und Eutingen-Weitingen. Das Geschäftsgebiet umfasste die Ortschaften Ergenzingen, Eckenweiler und Baisingen im Landkreis Tübingen, sowie Göttelfingen und Weitingen im Landkreis Freudenstadt und Bierlingen, Felldorf und Wachendorf der Gemeinde Starzach.

## Geschäftsbereich
Die Raiffeisenbank Oberes Gäu war im Privatkunden- wie auch im Firmenkundengeschäft tätig und kooperierte mit den Finanzpartnern der Genossenschaftlichen FinanzGruppe Volksbanken Raiffeisenbanken, der Gäu Neckar Immobilien GmbH sowie  der Allianz Beratungs- und Vertriebsgesellschaft.